# Berengar I.

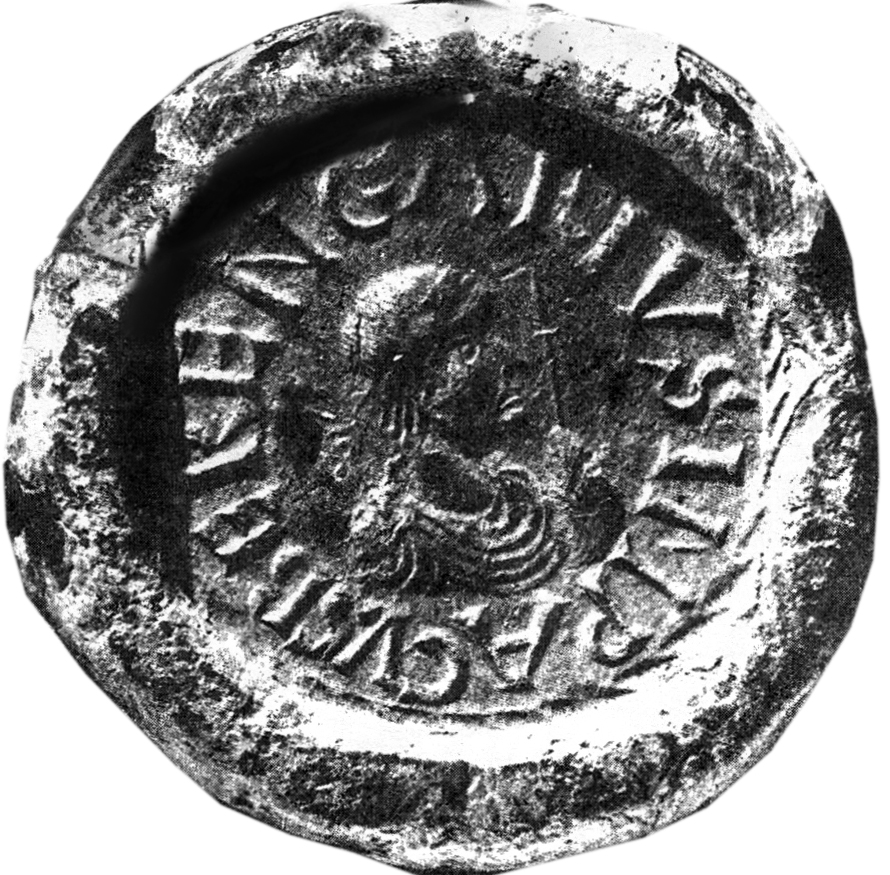
Berengar I., Siegelabdruck

Berengar I. von Friaul (* um 850; † 7. April 924 in Verona) war Kaiser von 915 bis 924 und König von Italien in den Jahren 888–889, 896–901 und 905–924. Daher wurde er früher zu den „Nationalkönigen“ gerechnet.

## Leben

### Bis zur Erhebung zum Markgrafen von Friaul (um 874)

Das karolingische Reich zu Zeiten Berengars I.

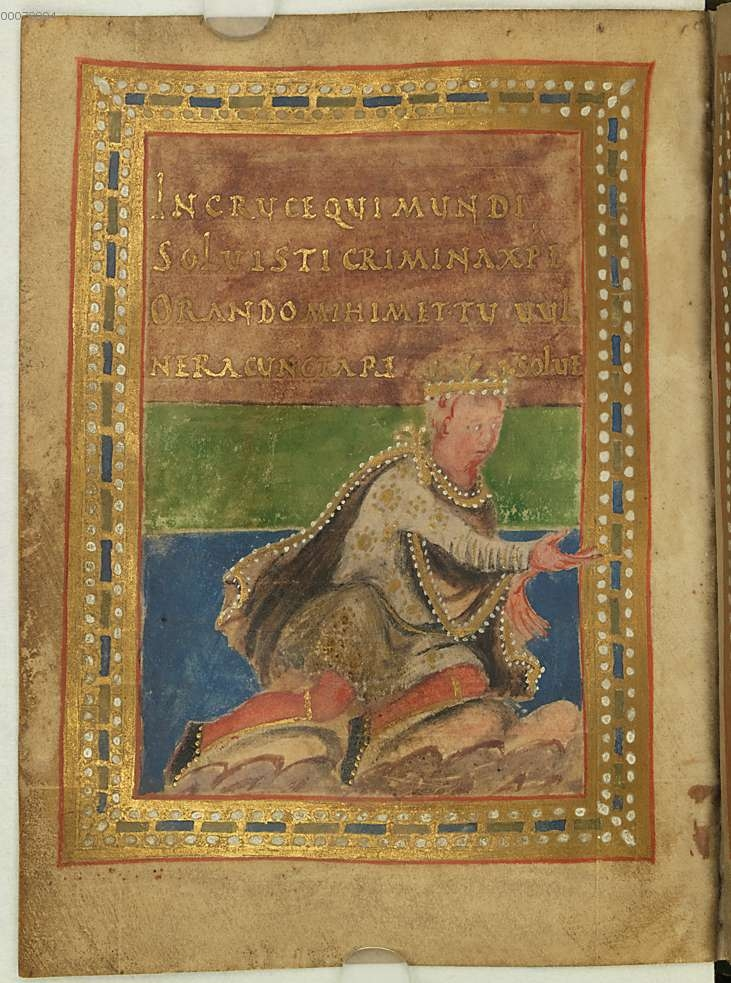
Darstellung Karls des Kahlen, des Onkels Berengars, in Karls Gebetbuch

Berengar war der dritte Sohn von zehn Kindern des Unruochingers Eberhard († 866), seit etwa 837 Markgraf von Friaul, und dessen Frau Gisela († 874), Tochter Kaiser Ludwigs des Frommen und seiner zweiten Frau Judith. Damit gehörte Berengar durch den Vater einer einflussreichen Familie von jenseits der Alpen an, und er war durch seine Mutter zugleich ein Neffe Karls des Kahlen.
Berengars Geburtsjahr kann nur näherungsweise erschlossen werden. Einerseits heirateten seine Eltern zwischen 835 und 840, und Judith brachte als zweiten Sohn Unruoch zur Welt, als ersten einen Eberhard, der jedoch früh starb. Andererseits erinnerte Papst Johannes VIII. im April 878 an die Blüte seiner Jugend, was er wohl kaum einem Mann von mehr als 30 Jahren zugesprochen hätte. Wahrscheinlich wurde Berengar in Italien geboren, möglicherweise im Friaul, wo seine Familie seit mehr als zwei Jahrzehnten lebte.
Im Testament seiner Eltern von 863–864 wurde Berengar ausdrücklich als Erbe der italienischen und schwäbischen Besitzungen ausgeschlossen. Sein älterer Bruder Unruoch erhielt das Gesamterbe. Berengar erhielt allerdings Grundherrschaften zugewiesen, die sich auf die Reiche Karls des Kahlen (nahe Lille) und Lothars II. verteilten (zwischen Lüttich und Namur). In dieser Zeit der Auflösung der Reichseinheit hätte er damit zu denjenigen Adligen gehört, die aus übergreifenden Interessen eher dazu neigten, diese Einheit beizubehalten. Eine dunkle Passage in den Gesta Berengarii imperatoris (ed. Winterfeld, Berlin 1899, liber I, Vers 21–23, S. 358) deutet in Berengars Jugend einen langen Aufenthalt am Hof seines Onkels, Karls des Kahlen an. Dies steht in Widerspruch zur Behauptung desselben Autors, dass Berengar am Hof Karls III. prophezeit worden sei, dass er König und Kaiser werde (ed. Winterfeld, liber I, Vers 32–40, S. 359).
Diskutiert wird seit langem die Möglichkeit, dass sich Berengar nach dem Tod seines Vaters im Umkreis der Mutter befand, die sich entschlossen hatte, in der Abtei Cysoing in der Nähe von Lille zu leben, in der Abtei also, die sie mit ihrem Mann gemeinsam gegründet, und für das sie noch weitere Güter erworben hatte. Dies könnte erklären, warum er und seine Brüder Adalhard und Rudolf 868, im Unterschied zum älteren Bruder Unruoch, einen Teil ihrer Besitztümer in Form von Gütern erhielten. Eberhards Bruder Karl habe diese Güter restituiert und noch einige hinzugefügt, Rudolf wurde Abt des Klosters. Schon im nächsten Dokument der Gisela, das aus dem Jahr 870 stammt, wird Berengar nicht mehr erwähnt. Dementsprechend könnte seine Ankunft in Italien zwischen 868 und 870 erfolgt sein.
Seine Ausgangssituation änderte sich mit dem Tod seines älteren Bruders Unruoch um 874, in dessen Folge Berengar die Nachfolge seines Vaters in der Markgrafschaft Friaul antrat. Dabei stand er bis 887 den Ansprüchen der ostfränkischen Karolinger auf Italien positiv gegenüber. Unklar ist, welche Ausdehnung die Markgrafschaft zu dieser Zeit hatte. Da sich Berengar später stark auf Verona stützte, könnte dies ein Hinweis darauf sein, dass der Einflussbereich der Unruochinger schon länger mindestens bis dorthin reichte.

### Bis zur Königskrönung (888)
Im August 875, nach dem Tod Ludwigs II., musste sich Berengar zwischen seinem von Papst Johannes VIII. unterstützten Onkel Karl dem Kahlen und Ludwig dem Deutschen entscheiden, der von der Kaiserwitwe Engelberga unterstützt wurde. Berengar entschied sich für seinen Onkel. Dieser starb jedoch bereits 877, nachdem im Vorjahr Ludwig der Deutsche gestorben war. So folgte ihm Karlmann, dessen ältester Sohn, auf dem Thron von Pavia. Aber auch Karlmann starb wenig später im Jahr 880, nachdem er im Jahr zuvor bereits seinen Anspruch auf Italien an seinen Bruder Karl den Dicken abgetreten hatte.
Mit den Supponiden war Berengar einerseits durch eine Tante aus der väterlichen Linie verwandt, die Suppo III. geheiratet hatte, einen Cousin der Engelberga. Dieser wird als consiliarius und archiminister Ludwigs II. genannt. Berengar selbst hatte kurz nach seiner Rückkehr nach Italien, also irgendwann zwischen 870 und 875, Bertilla geheiratet, eine Tochter Suppos II. und der Berta, die wiederum eine Tochter Vifredos I. war, des Grafen von Piacenza. Damit geriet Berengar zugleich in den Konflikt zwischen Supponiden und Widonen um Spoleto. Dort hatte Suppo I. 822, Maurinus 824 und Suppo III. 871 geherrscht. Doch seit 840 dominierte dort zunehmend die gleichfalls aus dem transalpinen Gebiet zugewanderte Widonenfamilie.

### König der Langobarden (888), Huldigung vor Arnolf von Kärnten, Niederlage gegen Wido von Spoleto
Nach der Absetzung Karls III. wurde Berengar I. 888 durch den Bischof von Mailand Anselm II. (882–896) in Pavia in der Kirche San Michele Maggiore zum König der Langobarden gekrönt. Als jedoch der ostfränkische König Arnolf mit einem Heer anrückte, huldigte ihm Berengar in Trient als König von Italien.
In diesem Jahr 888 hatten zudem fünf weitere nichtkarolingische Prätendenten nach dem Königtum gegriffen. Diese waren im Westfrankenreich Odo von Paris, in Hochburgund Rudolf, in Italien Wido von Spoleto, in der Provence Ludwig III. und in Aquitanien Ramnulf von Poitiers. Sie alle außer Wido huldigten Arnolf, der sie seinerseits in ihren Machtbereichen anerkannte. Er erhob keine über das ostfränkische Reich hinausgehenden Herrschaftsansprüche.
889 wurde Berengar von seinem Gegner, Herzog Wido III. von Spoleto, an der Trebbia besiegt. Wido wurde 891 von Papst Stephan V. zum Kaiser gekrönt.

### Erneute Herrschaft in Ober- und Mittelitalien (ab 895)
Nach Widos Tod 894 zog der Ostfranke Arnolf erneut über die Alpen und besetzte Oberitalien. 
Nach Arnolfs Abzug 895 fiel Berengar wieder von ihm ab und teilte sich mit Widos Sohn, Kaiser Lambert, Herzog von Spoleto, die Herrschaft über Ober- und Mittelitalien. Nach Lamberts Absetzung 896 (er starb 898) und Arnolfs Tod 899 versuchte Berengar, sich des ganzen Langobardenreichs zu bemächtigen.

### Niederlage gegen die Ungarn (899/900), Kampf gegen Ludwig von Niederburgund (bis 905)
Berengars Position war durch die Niederlage gegen die Ungarn am Brenta 899 bei deren Einfall 899/900 ernstlich gefährdet, deshalb wurde Ludwig, König von Niederburgund, nach Italien gerufen und 901 zum Kaiser erhoben. 905 konnte Berengar Ludwig verdrängen, indem er ihn bei einem von dessen Italienzügen gefangen nahm und ihn in Verona blenden ließ. 

### Kaiserkrönung (915), Niederlage gegen Rudolf II. von Hochburgund (923), Ermordung (924)

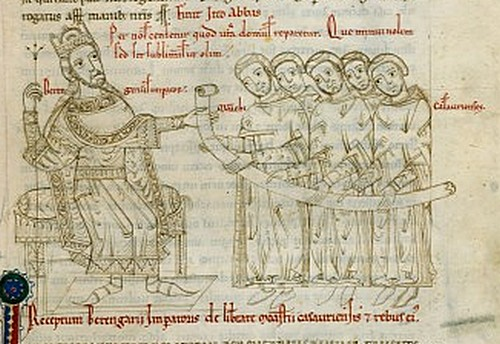
Kaiser Berengar I. dargestellt im Chronicon Casauriense des Johannes Berardi, spätes 12. Jahrhundert

Berengar wurde allerdings erst 915 von Papst Johannes X. zum Kaiser gekrönt.
Stetige Aufstände machten ihm zu schaffen. Deren Anstifter, die Markgrafen von Ivrea und Toskana sowie der Bischof Lambert von Mailand, trugen 919 dem König Rudolf II. von Hochburgund die Krone Italiens an. Rudolf besiegte am 29. Juli 923 Berengar bei Fiorenzuola in der Nähe von Piacenza vollständig. Als dieser noch die Ungarn zu Hilfe rief, entfremdete er sich dadurch auch den wenigen, die ihm treu geblieben waren. Selbst in Verona, das stets zu ihm gehalten hatte, entstand eine Verschwörung. Dort wurde Berengar am 7. April 924 ermordet.

## Ehe und Nachkommen
Berengar war in erster Ehe seit etwa 880/890 mit Bertila von Spoleto († vor Dezember 915) verheiratet, der Tochter von Herzog Suppo II., Graf von Camerino, mit der er drei Kinder hatte. Die älteste Tochter aus dieser Ehe wiederum war mit Adalbert I., Markgraf von Ivrea, verheiratet. Dieser Verbindung entstammte Berengar II. In zweiter Ehe heiratete er vor Dezember 915 Anna, die nach Mai 936 starb; diese Ehe blieb kinderlos.
Berengars Kinder waren:
- Tochter ⚭ N. N., Neffe des Bischofs Liutvard von Vercelli
- Gisela (* wohl 880/885; † wohl 910/915) ⚭ vor 900 Adalbert I. der Reiche († wohl 923) Markgraf von Ivrea
- Bertha († nach 952) 915 Äbtissin von San Salvatore in Brescia